# إرل ستانلي غاردنر
إرل ستانلي غاردنر (بالإنجليزية: Erle Stanley Gardner) (17 يوليو 1889، مالدن في الولايات المتحدة - 11 مارس 1970، تيميكولا في الولايات المتحدة)؛ محامي، كاتب وروائي أمريكي.

## روابط خارجية
- إرل ستانلي غاردنر على موقع IMDb (الإنجليزية)
- إرل ستانلي غاردنر على موقع الموسوعة البريطانية (الإنجليزية)
- إرل ستانلي غاردنر على موقع إن إن دي بي (الإنجليزية)
- إرل ستانلي غاردنر على موقع قاعدة بيانات الفيلم (الإنجليزية)